# 複合三部形式
複合三部形式（ふくごうさんぶけいしき）は、楽曲の楽式のひとつである。唱歌形式をそれぞれ組み合わせたもの、または三部形式を大きく発展させたものとされる。
三部形式（下図）
| A | B | A(') |
| - | - | ---- |

の各部が、さらにいくつかの部分から構成されたものをいう。
この記事の図において、Aなどの記号は旋律を表し、同じ記号（A'とA'）はその旋律が同一であること、プライム（'）の有無は、類似していること、異なる記号（AとB）は異なっていることを示す。
複合三部形式は、複楽章を持つ楽曲の中間楽章ないし終楽章のほか、古典派以降の多くの器楽曲に見られる。
最も基本的なものは、各部が二部形式、または三部形式となったものである。各部が三部形式となったものは、
| 主部 | 主部 | 主部 | 中間部 | 中間部 | 中間部 | 主部 | 主部 | 主部 |
| ---- | ---- | ---- | ------ | ------ | ------ | ---- | ---- | ---- |
| A    | B    | A    | C      | D      | C      | A    | B    | A    |

となる。上の表で「主部」の語は定まった表現ではない。中間部を「トリオ」(Trio) と称することが多く、多くの曲で中間部の冒頭にTrioと記されている。
この規模の楽曲は、曲の前後に序奏、結尾部Coda（コーダ）を加えているものがある。発達したコーダは、中間部の再現を行うものも多い。
| A | B | A | C | D | C | A | B | A |

2回の主部は若干異なるものや、2回目に装飾の付けられているものもあるが、全く同じであることも多い。全く同じ場合はD. C.（ダ・カーポ）やD. S.（ダル・セーニョ）を使って略記する場合がある。
主部 Fine 中間部 D. C.
習慣的な反復記号は、主部や中間部ごとにそれぞれの要素に付されることが多い。この場合の多くは、2回目の主部に反復記号が付されない。
 A  B A  C  D C  A   B   A  （各部が三部形式の曲の場合）
D. C.やD. S.を用いている場合は、D. C.やD. S.で戻った後（2回目の主部）反復記号を無視する。舞曲の場合は、2回目の主部を除き、習慣的な反復記号を省略せずに演奏することが通例とされる。